# 西村中和
西村 中和（にしむら ちゅうわ、生没年不詳）とは、江戸時代中期の京都の浮世絵師。

## 来歴
京都の人。字は士達。梅渓とも号す。後に法橋に叙せられている。仏光寺烏丸西入ル町に住んでいた。作画期は寛政6年（1794年）から文政8年（1825年）の頃で、主として名所図会、読本の類を中心に年代記や節用集などの挿絵を描いている。『近江名所図会』、『紀伊国名所図会』、『木曽路名所図会』などの名所図会、『義経勲功図会』、『楠正行戦功図会』などの読本、『都林泉名勝図会』という地誌などが知られている。中和のこれらの名所図会は、自らが旅行して知りえたことに基づいて描かれたものであり、当時の風物などをよく描写していた。『紀伊国名所図会』は全四編（初編、二編六巻10冊、三編六巻7冊、後編六巻6冊）からなり、中和は初編から三編の挿絵を描いている。なお後編の挿絵は小野広隆が描いた。

## 作品
- 『近江名所図会』六巻4冊 秋里籬島・秦石田編、西村中和・蔀関月画 寛政9年（1797年）
- 『都林泉名勝図会』六巻6冊 秋里籬島作 西村中和・佐久間草偃・奥文鳴ら画 寛政11年（1799年）
- 『源平盛衰記図会』六巻6冊 読本 秋里籬島作、西村中和・奥文鳴画 寛政12年（1800年）[1]
- 『絵本年代記』六巻5冊 秋里籬島作 享和3年（1803年）
- 『養蚕秘録』三巻3冊 養蚕業 上垣守国著 西村中和・速水春暁斎画 享和3年（1803年）
- 『木曽路名所図会』六巻7冊 秋里籬島編 文化2年（1805年）
- 『早見京絵図』 文化10年（1813年）
- 『倭節用集悉改嚢/音訓両点』一冊  節用集 俣野通尚編補 西川祐信・西村中和・速水春暁斎画 文政元年（1818年）
- 『楠正行戦功図会』前編五冊 後編六冊 読本 野亭散人校訂 文政4年（1821年）
- 『義経勲功図会』前編五巻 後編五巻20冊 読本 好花堂野亭作 文政8、9年（1825・1826年）